# Hoppenrade
Hoppenrade ist eine Gemeinde im Süden des Landkreises Rostock nördlich von Krakow am See in Mecklenburg-Vorpommern. Sie wird vom Amt Krakow am See mit Sitz in der gleichnamigen Stadt verwaltet.

## Geografie

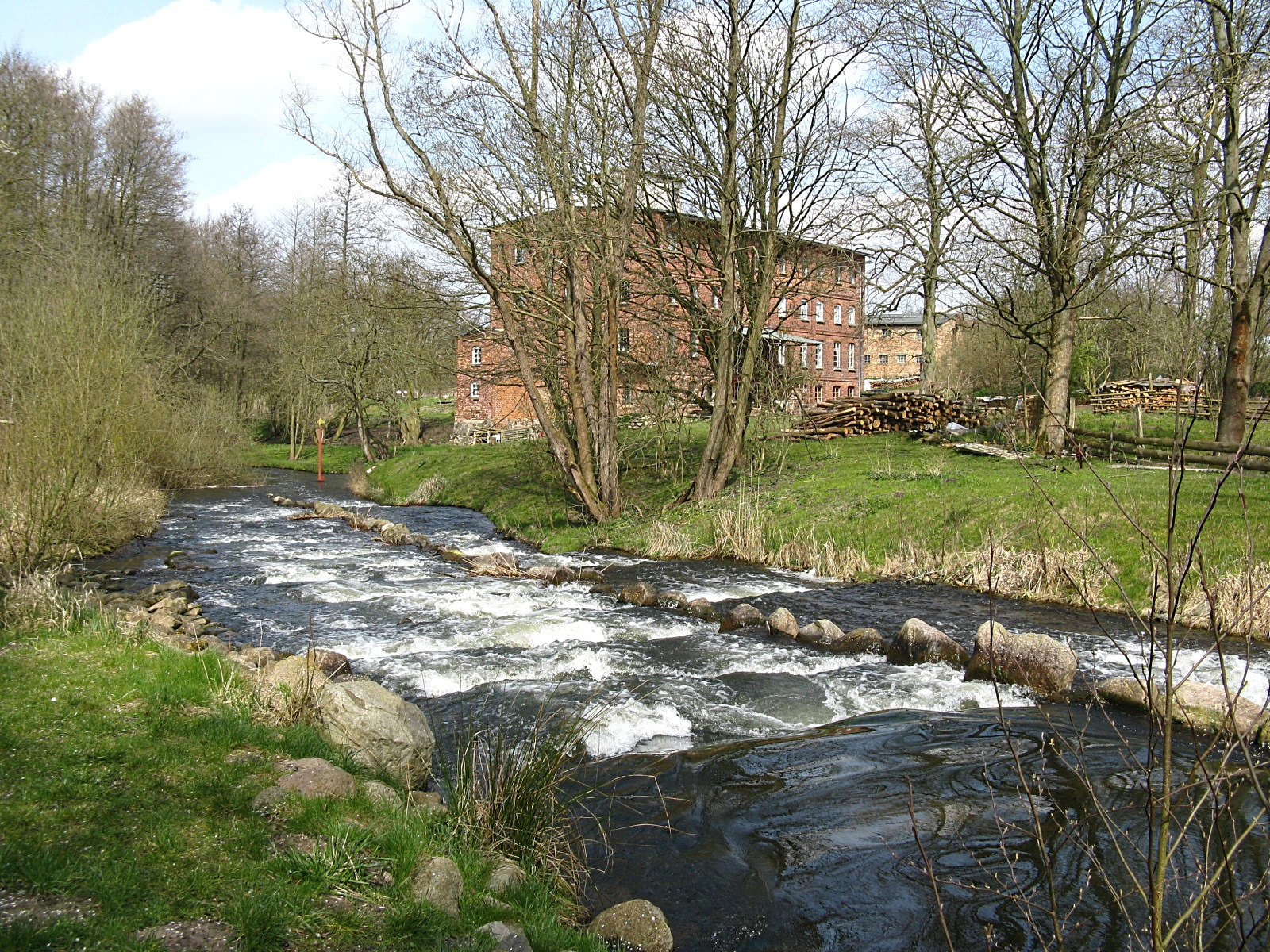
Fischtreppe im Verlauf der Nebel in Kölln (2008)

Die Gemeinde Hoppenrade liegt zwischen der Kreisstadt Güstrow und Krakow am See. Das Gemeindegebiet am Rande der Mecklenburgischen Seenplatte wird vom Durchbruchstal der Nebel geteilt. Diese in Mecklenburg seltene Talform mit Abbruchkanten steht vollständig unter Naturschutz. Die Hügel östlich und westlich des Tales liegen zum Teil 40 m über der Nebel, nahe dem Ortsteil Koppelow werden 73 m ü. NHN erreicht. Östlich des Ortes Schwiggerow liegt der Höchste Berg. Er ist mit 84 m ü. NHN der höchste Punkt im Gemeindegebiet.
Umgeben wird Hoppenrade von den Nachbargemeinden Lalendorf im Norden und Osten, Kuchelmiß im Süden, Krakow am See im Südwesten sowie Mühl Rosin im Nordwesten.
Zu Hoppenrade gehören die Ortsteile Koppelow, Kölln, Lüdershagen, Schwiggerow und Striggow.

## Geschichte
In Koppelow wurden 1929 durch die völkische Artamanen-Bewegung 38 Familien angesiedelt.
Am 1. Juli 1950 wurden die bisher eigenständigen Gemeinden Koppelow und Striggow eingegliedert.

## Sehenswürdigkeiten
- Lüdershagen: Gotische, einschiffige Dorfkirche; Feldsteinkirche aus der ersten Hälfte des 13. Jahrhunderts mit eingezogenem, quadratischen, kuppelförmig gewölbten Chor, Triumphbogen zwischen Langhaus und Chor sowie jüngerem Turmrest unter dem gemeinsamen Satteldach.
- Hoppenrade: Ein 1853 im Neorenaissance-Stil durch Theodor Krüger erbautes Gutshaus in Hoppenrade wurde 70 Jahre lang als Alten- und Pflegeheim genutzt, seit der Sanierung 2001 befinden sich hier private Wohnungen. Zum denkmalgeschützten Ensemble gehören ein Park und das Inspektorenhaus, das seit 2002 als Gästehaus betrieben wird.
- Koppelow: Gutshaus. Eingeschossiger Backsteinbau vom 1757/59 mit Krüppelwalmdach und Mittelrisalit; Gutsbesitzer waren u. a. die Familie von Levetzow (ab 1757 bis in das 19. Jahrhundert)

→ Siehe auch Liste der Baudenkmale in Hoppenrade

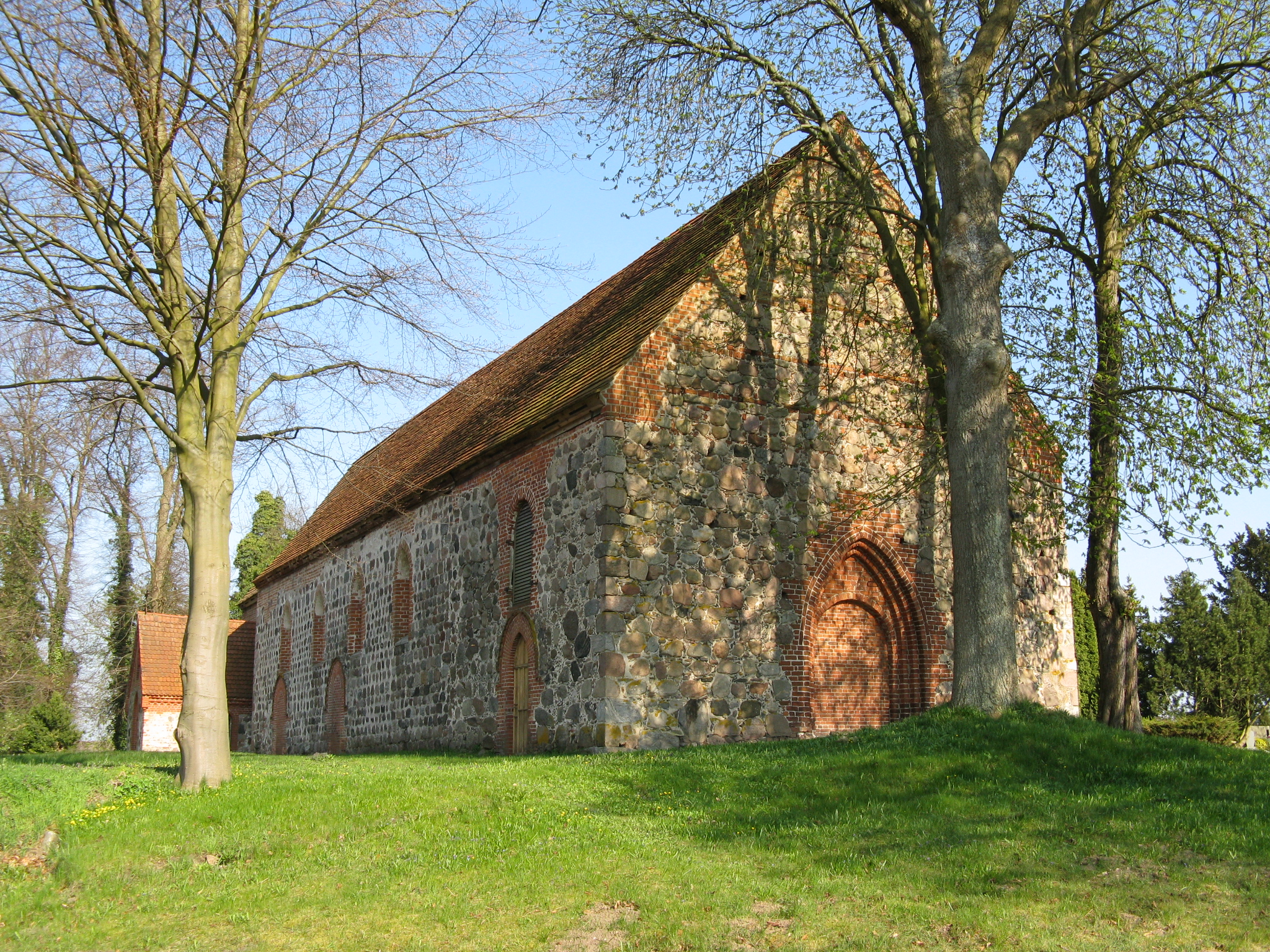
Dorfkirche Lüdershagen (2009)
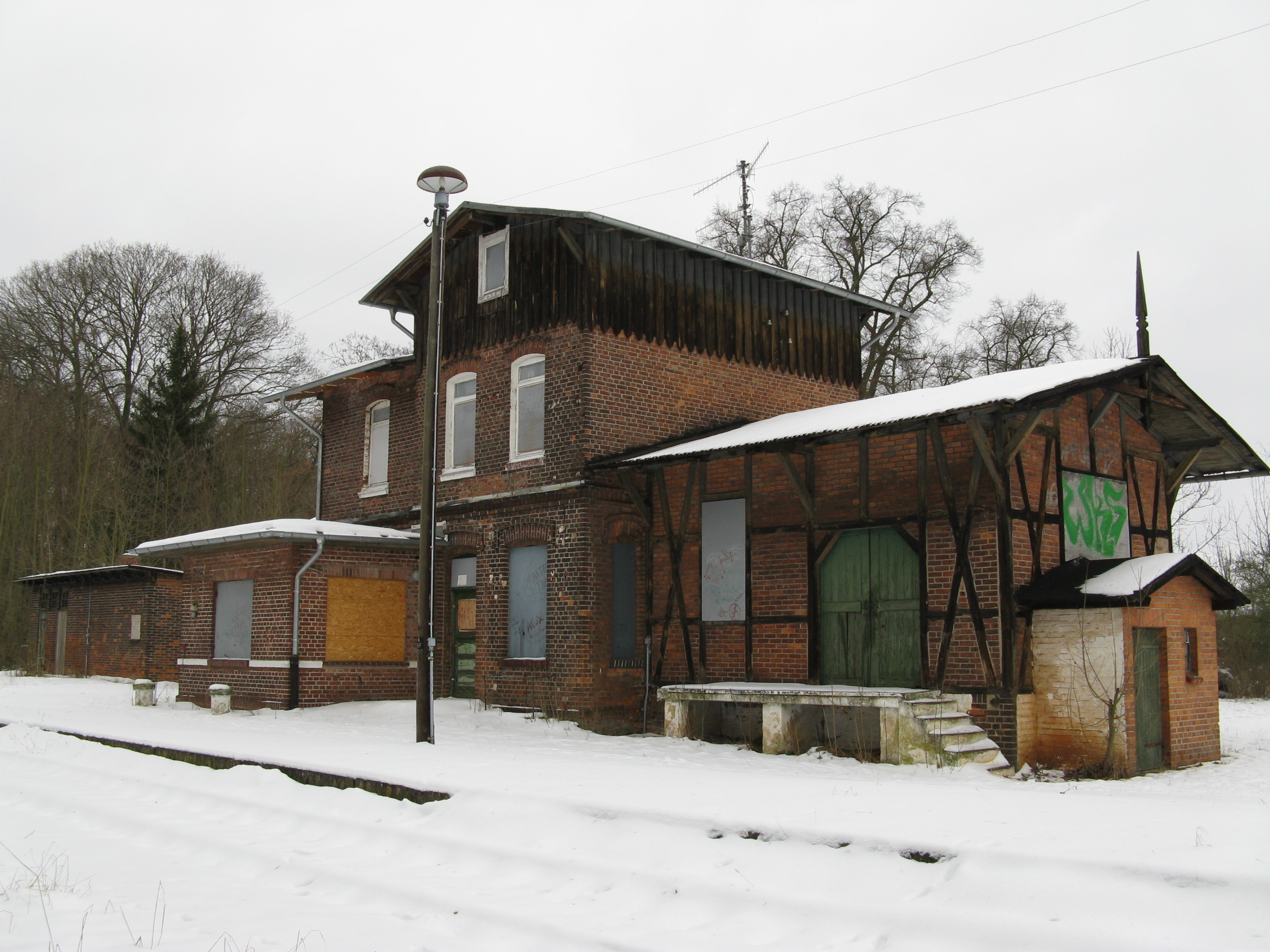
Empfangsgebäude des Bahnhofs Hoppenrade (2010)

## Wirtschaft und Infrastruktur
Die Umgebung der Gemeinde wird von Wäldern und von der Landwirtschaft geprägt, der Tourismus spielt eine zunehmende Rolle (Nebeltal, Krakower See und Barlachstadt Güstrow).

### Verkehrsanbindung
Durch das Gemeindegebiet führt die Landesstraße 37 (bis Ende 2015 B 103) von Güstrow nach Plau am See. Hoppenrade besitzt einen Bahnhof an der Bahnstrecke Güstrow–Meyenburg, auf der der regelmäßige Personenverkehr im Jahr 2000 eingestellt wurde. Der nächste im Personenverkehr bediente Bahnhof befindet sich in Güstrow. Von Hoppenrade gelangt man über einen Zubringer zur Bundesautobahn 19 (Rostock – Berlin, Anschlussstelle Krakow).

## Persönlichkeiten

### Hoppenrade
- Berthold Krüger (1877–1941), Landwirt, Politiker (DNVP) und Mitglied des Reichstags

### Koppelow
- Reinhard Meis (1940–2023), Uhrmacher und Sachbuchautor über historische Uhren

### Striggow
- Carl Friedrich von Müller (1768–1824), Oberst der Mecklenburgischen Jäger in den Befreiungskriegen, ab 1815 Gutsbesitzer auf Striggow mit Augustenberg
- Wolfgang Zeiske (1920–1975), Schriftsteller, starb in Augustenberg, OT Striggow

### Gedruckte Quellen
- Mecklenburgische Jahrbücher (MJB)

### Ungedruckte Quellen
- Landeshauptarchiv Schwerin (LHAS)
  - LHAS 5.12-3/1 Mecklenburg-Schwerinsches Ministerium des Innern. Nr. 5175/1 Landgemeinde Hoppenrade, Kölln und Lüdershagen 1921–1950.
  - LHAS 5.12-4/3 Ministerium für Landwirtschaft, Domänen und Forsten, Abt. Siedlungswesen. Nr. 180–185 Ritterschaftliches Landgut 1926–1950. Nr. 186 Hoppenrade, Ortshilfe 1932. Nr. 188 Hoppenrade, Kaufverträge 1924–1936. Nr. 189 Hoppenrade, Bauakten 1928–1941. Nr. 4031, 4252–4256, 4306, 4482, 5111, 5228, 5691–5692, 5941–5945, 6265–6266, 6388–6390, 6500–6501, 6668–6670, 6885–7312.
- Landeskirchliches Archiv Schwerin (LKAS)
  - LKAS, OKR Schwerin, Specialia, Abt. 3. Nr. 435 Siedlungen Hoppenrade 1929–1950.

## Belege
1. ↑  Statistisches Amt M-V – Bevölkerungsstand der Kreise und Gemeinden 2024 (XLS-Datei) (Amtliche Einwohnerzahlen in Fortschreibung des Zensus 2022) (Hilfe dazu).
2. ↑  Ulrich Linse: Zurück, o Mensch, zur Mutter Erde. Deutscher Taschenbuch Verlag, München 1983, ISBN 3-423-02934-X, S. 327–339 (Artamanengüter).